# Leʻauvaʻa
Leʻauvaʻa ist ein Dorf auf der Insel Upolu in Samoa. 2006 hatte der Ort ca. 3041 Einwohner.

## Geographie
Auch wenn das Dorf mit seinem Areal von 5558 km², geographisch in Upolu liegt, gehört es doch zusammen mit dem benachbarten Saleimoa politisch und historisch zum politischen Distrikt Gagaʻemauga auf der Insel Savaiʻi.
Der Ort liegt an der Nordküste von Upolu, zwischen Saleimoa im Westen und dem Ort Tuanai im Bezirk Sagaga Le Usoga im Osten.

## Geschichte
In den 1900er Jahren wurde die Siedlung nach Upolu verlegt, nachdem Eruptionen des Matavanu Dörfer an der zentralen Nordküste von Savaiʻi zerstört hatte. Die Eruptionen hinterließen ausgedehnte Lavafelder bei Saleaula.
Salamumu ist eine weitere Siedlung auf Upolu, welche nach den Eruptionen nach Savaiʻi verlegt worden ist.
Leʻauvaʻa ist Teil des Wahlbezirks (faipule district) Gagaʻemauga I, zusammen mit den Dörfern Mauga, Patamea und Samalaeʻulu auf Savaiʻi.

## Kultur
Im Ort gibt eine Kirche der EFKS Church of Leauvaa sowie eine Catholic Church Hall.